# Assassinio degli attivisti per i diritti civili del Mississippi
L'assassinio degli attivisti per i diritti civili del Mississippi avvenne nella notte tra il 21 ed il 22 giugno 1964, quando tre attivisti del movimento per i diritti civili degli afroamericani (African-American Civil Rights Movement), James Earl Chaney, Andrew Goodman e Michael Schwerner, vennero uccisi a colpi di pistola da un gruppo di membri dei "cavalieri bianchi" del Ku Klux Klan, con la complicità dello sceriffo della contea. Il triplice omicidio fu commesso nella contea di Neshoba, in Mississippi, dove i tre giovani, nel quadro della campagna Freedom Summer, si erano recati allo scopo di convincere i membri della comunità afroamericana ad iscriversi ai registri elettorali.
L'evento suscitò enorme indignazione negli Stati Uniti e condusse ad un'inchiesta da parte dell'FBI, che prese il nome di Mississippi Burning (MIBURN), ed i corpi dei tre giovani furono ritrovati 44 giorni dopo la sparizione, sepolti in un terrapieno nei pressi del luogo dell'omicidio. Il Governo dello Stato rifiutò di proseguire l'inchiesta, ma il Governo federale riuscì ad incriminare 18 persone, ottenendo tuttavia solo la condanna di 7 di esse per reati minori.
La morte dei tre giovani attivisti contribuì nel 1964 all'approvazione del Civil Rights Act e del Voting Rights Act l'anno successivo.

## Il contesto

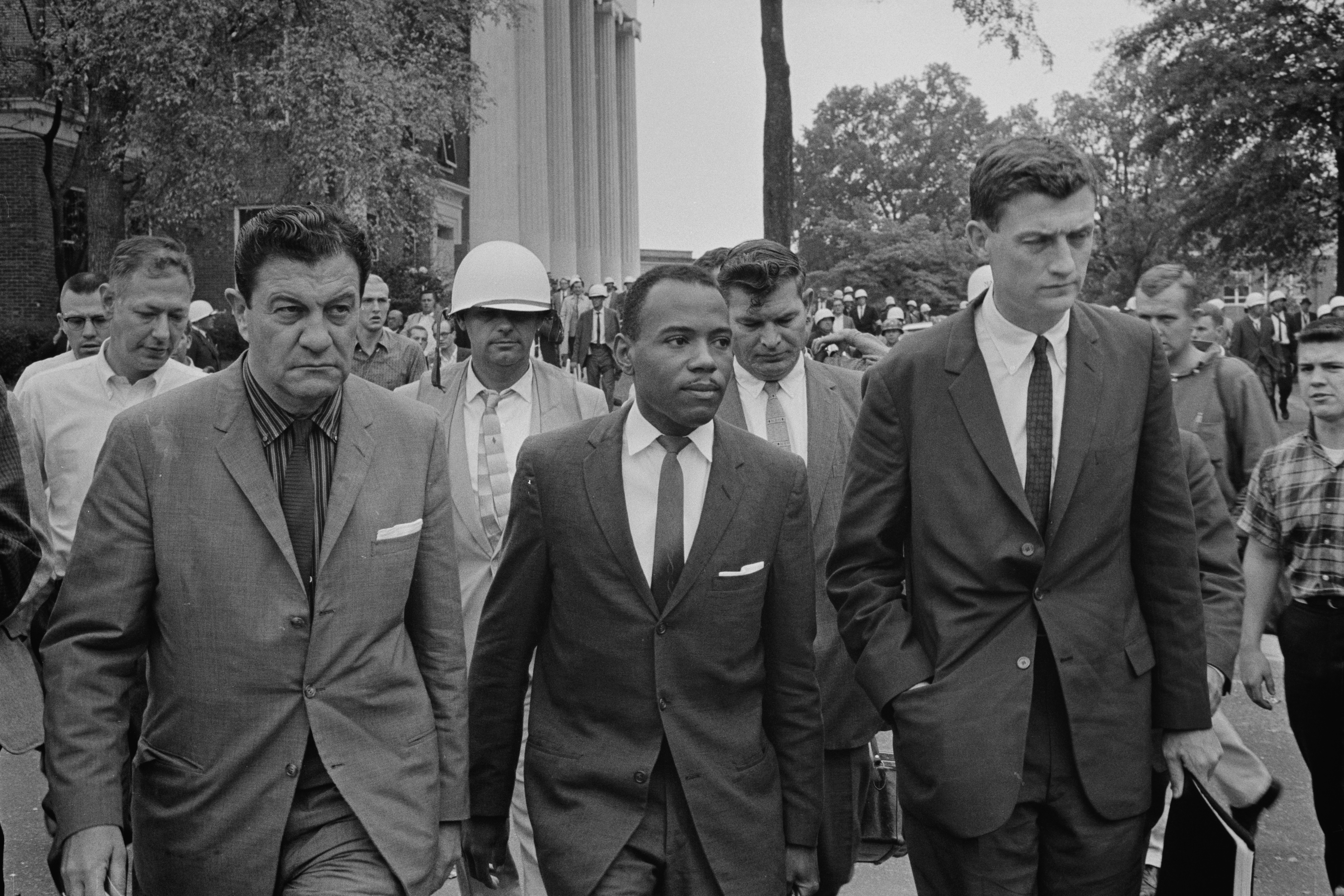
James Howard Meredith entra all'Università del Mississippi, scortato dal capo del United States Marshals Service James McShane (a sinistra) e da John Doar, del Dipartimento di Giustizia (a destra)

All'inizio degli anni sessanta il Mississippi, come la maggior parte degli Stati del Sud, si trovava in aperta violazione delle leggi federali e le sentenze della Corte Suprema ne avevano sconvolto le istituzioni. La comunità bianca reagì con estrema ostilità ed attentati, omicidi, atti di vandalismo e di intimidazione vennero perpetrati allo scopo di scoraggiare i membri della comunità nera e seguire il sostegno proveniente dal nord. Nel 1961 la campagna Freedom Riders costituì una sfida alla segregazione, incoraggiando l'agitazione sociale nel sottoproletariato di colore e, nel settembre del 1962, all'Università del Mississippi vi furono disordini dovuti alle proteste contro l'immatricolazione dello studente di colore James Howard Meredith.
Queste agitazioni sociali suscitarono la reazione dei "cavalieri bianchi" del Ku Klux Klan, un gruppo scissionista creato e guidato da Samuel Bowers, che nell'estate del 1964 si preparò a reagire a quella che veniva percepita come un'invasione dal nord. I media contribuirono a riscaldare il clima, esagerando il numero dei giovani aspiranti all'iscrizione nei registri elettorali ed il Council of Federated Organizations (COFO) sostenne che circa 30.000 persone di colore sarebbero giunte nel Mississippi durante l'estate. Tali informazioni ebbero un effetto stridente sulla popolazione bianca e molti si unirono ai "cavalieri bianchi", più bellicosi rispetto ad altri gruppi del Ku Klux Klan, facendo arrivare il numero dei seguaci a circa 10.000, preparandosi al conflitto.
In quel momento alla maggior parte della comunità nera era negato il diritto al voto ed il Congress of Racial Equality (CORE) promosse una serie di attività per affrontare il problema, avviando campagne per l'iscrizione nei registri elettorali e creando le cosiddette Freedom Schools, allo scopo di incoraggiare ed istruire i cittadini afroamericani all'iscrizione; i membri del CORE James Earl Chaney e Michael Schwerner furono incaricati di creare una Freedom School nella contea di Neshoba.

## L'attività dei tre attivisti ed il loro arresto
Il giorno del Memorial Day del 1964 Schwerner e Chaney intervennero alla congregazione presso la chiesa metodista Mount Zion di Longdale, sulla creazione di una Freedom School e Schwerner, chiedendo ai presenti di registrarsi per votare, disse loro: "siete stati schiavizzati troppo a lungo, noi possiamo aiutarvi"; i "cavalieri bianchi", venuti a conoscenza dell'attività del CORE, iniziarono a preparare un piano per ostacolarla e per vanificare i loro sforzi, attirandoli nella contea di Neshoba e contemporaneamente dando alle fiamme la chiesa.
Il 21 giugno 1964, Schwerner e Chaney, insieme ad Andrew Goodman, un altro membro del CORE, si trovarono presso la sede del Council of Federated Organizations di Meridian per partire da Longdale e recarsi ad indagare sulla distruzione della chiesa Mount Zion, e, prima della partenza, Schwerner chiese al COFO di cercarli nel caso non fossero tornati entro le ore 16.00, dicendo, "se non siamo tornati iniziate a cercarci". I tre attivisti, dopo avere fatto il loro sopralluogo a Longdale, ripartirono per Meridian, decidendo di non percorrere la strada 491, una strada stretta e sterrata, con ai bordi molti edifici abbandonati, ma dirigendosi a nord, sulla highway 16, in direzione di Philadelphia, capoluogo della contea di Neshoba, per poi prendere la highway 19 in direzione di Meridian, ritenendo questo il percorso più veloce per fare ritorno entro le 16.00.
La station wagon con a bordo i tre giovani, appena uscita dal confine di Philadelphia, venne fermata dal vice sceriffo Cecil Ray Price, sulla strada principale, il quale chiamò per radio i due agenti della polizia stradale del Mississippi Harry Wiggs ed E. R. Poe. Chaney venne arrestato con l'accusa di eccesso di velocità, avendo guidato alla velocità di 65 miglia orarie in una zona dove il limite era di 35, mentre Goodman e Schwerner vennero trattenuti per controlli; tutti e tre furono portati alla prigione della contea di Neshoba su Myrtle Street, a un isolato dal tribunale locale (Courthouse), e di loro non si ebbero più notizie. Alle 16.45 venne comunicato all'ufficio del COFO di Jackson che i tre non avevano fatto ritorno dalla contea di Neshoba e vennero contattati gli uffici delle autorità della zona, le quali, su ordine di Price, risposero di non avere visto i tre attivisti.

## Organizzatori ed esecutori

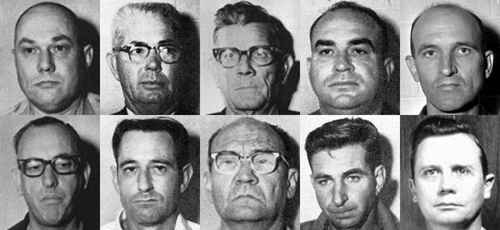
Alcuni degli organizzatori degli omicidi. Dall'alto e verso destra: Lawrence A. Rainey, Bernard L. Akin, Other "Otha" N. Burkes, Olen L. Burrage, Edgar Ray Killen. In basso da sinistra: Frank J. Herndon, James T. Harris, Oliver R. Warner, Herman Tucker, Samuel H. Bowers

Nove uomini, tra i quali lo sceriffo della contea di Neshoba, il trentasettenne Lawrence A. Rainey, vennero accusati di avere preso parte all'organizzazione dei delitti. Rainey negò di averne fatto parte, sostenendo che al momento degli omicidi si trovava all'ospedale di Meridian, al capezzale della moglie malata, e successivamente con la famiglia per vedere la serie televisiva Bonanza alla televisione, ma fu accusato di avere ignorato tali reati e dell'omicidio di diverse persone di colore. Rainey vide accresciuta la sua popolarità nella comunità di Philadelphia, venendo fotografato e citato dalla rivista Life per avere detto, prima dell'udienza preliminare, "Hey, let's have some Red Man", suscitando le risate dei complici.
Il cinquantunenne Bernard Akin, un commerciante di case mobili che lavorava nei dintorni di Meridian, era membro dei "cavalieri bianchi". Other "Otha" N. Burkes, di 71 anni, veterano della prima guerra mondiale, era un ufficiale di polizia con 25 anni di servizio nella città di Philadelphia dotato di un'indole violenta, specialmente contro le persone di colore: al momento dell'arresto, nel dicembre del 1964, era in attesa di giudizio per un altro caso di violazione dei diritti civili. Olen L. Burrage, 34 anni, congedato con onore dal Corpo dei Marines, era proprietario di una società di autotrasporti e nel terreno dove sorgeva la sua fattoria vennero sepolti i corpi dei tre giovani attivisti; Burrage avrebbe detto: "ho una diga sufficientemente grande da contenere dieci di loro" ma, alcune settimane dopo gli omicidi, disse all'FBI "voglio che la gente sappia che mi dispiace per quello che è successo". Edgar Ray Killen, 39 anni, un predicatore battista e proprietario di una segheria, alcuni decenni più tardi sarebbe stato condannato come l'organizzatore degli omicidi.
Frank J. Herndon, 46 anni, dipendente di un drive-in di Meridian chiamato "Longhorn", era il "Gran Ciclope" dei "cavalieri bianchi" di Meridian. James "Pete" T. Harris, 30 anni, era il membro dei "cavalieri bianchi" incaricato di sorvegliare i movimenti dei tre attivisti. Oliver "Pop" R. Warner, 54 anni, era proprietario di un negozio di generi alimentari a Meridian ed era membro dei "cavalieri bianchi". Herman Tucker, 36 anni, imprenditore edile che aveva lavorato per Olen Burrage, viveva ad Hope, a pochi chilometri dalla contea di Neshoba; non faceva parte dei "cavalieri bianchi" ma venne incaricato da loro di nascondere l'automobile sulla quale viaggiavano i tre giovani. Samuel H. Bowers, 39 anni, fondatore e capo dei "cavalieri bianchi", che servì durante la seconda guerra mondiale in marina, non venne arrestato il 4 dicembre 1964 ma venne implicato l'anno successivo.

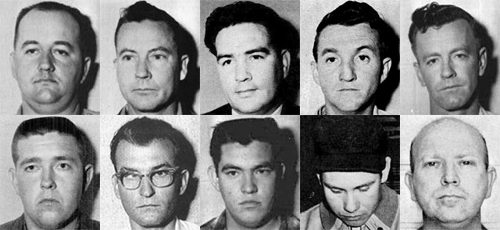
Gli altri componenti dell'organizzazione: in alto verso destra: Cecil R. Price, Travis M. Barnette, Alton W. Roberts, Jimmy K. Arledge, Jimmy Snowden. In basso da sinistra: Jerry M. Sharpe, Billy W. Posey, Jimmy L. Townsend, Horace D. Barnette, James Jordan

Diverse altre persone furono coinvolte nella morte di Chaney, Goodman e Schwerner ma solo 10 di esse vennero effettivamente accusate del loro omicidio, una di queste fu il vice sceriffo della contea di Neshoba Cecil Ray Price, 26 anni, che giocò un ruolo fondamentale sia nell'organizzazione che nell'esecuzione dei delitti. Amico dello sceriffo Lawrence A. Rainey, eletto nel 1963, Price lavorò come commesso, buttafuori e vigile del fuoco, non possedendo alcuna esperienza precedente in materia legale, e fu l'unica persona che partecipò ad ogni fase dell'evento: arrestò i tre ragazzi, li rilasciò la notte degli omicidi e li inseguì lungo la highway 19 in direzione di Meridian, fermandoli nuovamente prima della deviazione verso House. Price e gli altri nove uomini li fecero salire sull'auto di servizio e li trasportarono verso nord, continuando a seguire la highway 19, fino al canale dove furono uccisi. Ogni speranza di conoscere tutta la verità sui fatti si spense quando Price morì a Philadelphia a causa di un incidente sul lavoro.
Edgard Ray Killen si recò a Meridian la domenica precedente, allo scopo di reclutare uomini per l'azione da compiere nella contea di Neshoba. Prima che gli uomini partissero per Philadelphia Travis M. Barnette, 36 anni, andò nella sua casa di Meridian per prendersi cura di un membro della famiglia malato; Barnette proprietario di un garage a Meridian era membro dei "cavalieri bianchi"; Alton W. Roberts, 26 anni, era stato congedato con disonore dal Corpo dei Marines e lavorava come commesso a Meridian; Roberts, alto 1,91 e con un peso di 102 kg, era conosciuto come un soggetto dal carattere intemperante. Secondo le testimonianze, Roberts sparò a bruciapelo sia a Goodman che a Schwerner e sparò anche a Chaney alla testa, dopo che un altro complice, James Jordan, aveva sparato allo stesso Chaney all'addome. Roberts è noto come colui che disse "Sei tu quello che ama i negri?", sparando a Schwerner dopo che questi gli rispose "Signore, so come si sente". Jimmy K. Arledge, 27 anni, e Jimmy Snowden, 31 anni, erano entrambi autotrasportatori a Meridian; Arledge aveva abbandonato il liceo, e Snowden era un veterano dell'esercito, entrambi erano presenti durante gli omicidi; a seguito del secondo arresto compiuto da Price, Arledge avrebbe guidato l'automobile dei tre attivisti lungo la highway 492 fino al punto dove venne abbandonata.
Jerry M. Sharpe, Billy W. Posey e Jimmy L. Townsend, provenivano tutti da Philadelphia. Sharpe, 21 anni, lavorava in un laboratorio di cellulosa; Posey, 28 anni, un meccanico di Williamsville, possedeva una Chevrolet del 1958 bianca e rossa; l'auto era ritenuta veloce e venne scelta da Sharpe. Townsend, 17 anni, aveva lasciato il liceo nel 1964, andando a lavorare nel garage di Posey. Horace D. Barnette, 25 anni, fratellastro di Travis Barnette, aveva una Ford Fairlane del 1957 bicolore blu che venne utilizzata dopo che l'auto di Posey si guastò. James Jordan, 38 anni, venne riconosciuto come l'assassino di Chaney.

## L'inseguimento sullaHighway 19e l'omicidio
Il 21 giugno, intorno alle ore 22.00, Chaney, Goodman e Schwerner vennero rilasciati dalla prigione della contea di Neshoba e vennero seguiti dal vice sceriffo Price con la sua auto di pattuglia; dopo che i tre attivisti lasciarono i confini della città si trovarono lungo la strada dell'ospedale e si diressero a sud sulla Highway 19. I tre passarono davanti ad un negozio e probabilmente pensarono di fermarsi e di telefonare ma la presenza di una pattuglia della polizia stradale, composta da Wiggs e Poe, probabilmente li dissuase e proseguirono verso sud in direzione di Meridian. I complici che si trovavano sulle macchine di Barnette e Posey vennero raggiunti da Burkes che disse "stanno percorrendo la Highway 19 verso Meridian, seguiteli!"; dopo un breve incontro con l'agente di polizia di Philadelphia Richard Willis, Price si mise all'inseguimento dei tre attivisti.
La Chevrolet di Posey trasportava Roberts, Sharpe e Townsend ma ebbe problemi al carburatore e venne parcheggiata sul lato della strada; a Sharpe e Townsend venne detto di rimanere sul posto e sull'altra macchina si trovarono Arledge, Jordan, Posey, Roberts e Snowden. Price fermò la macchina con a bordo i tre giovani nei pressi di Union, sulla Highway 492, ed essi furono portati a nord sulla Highway 19 in un luogo appartato nei pressi di un canale dove furono uccisi da Jordan e da Roberts.

## Il seppellimento dei cadaveri e l'occultamento delle prove

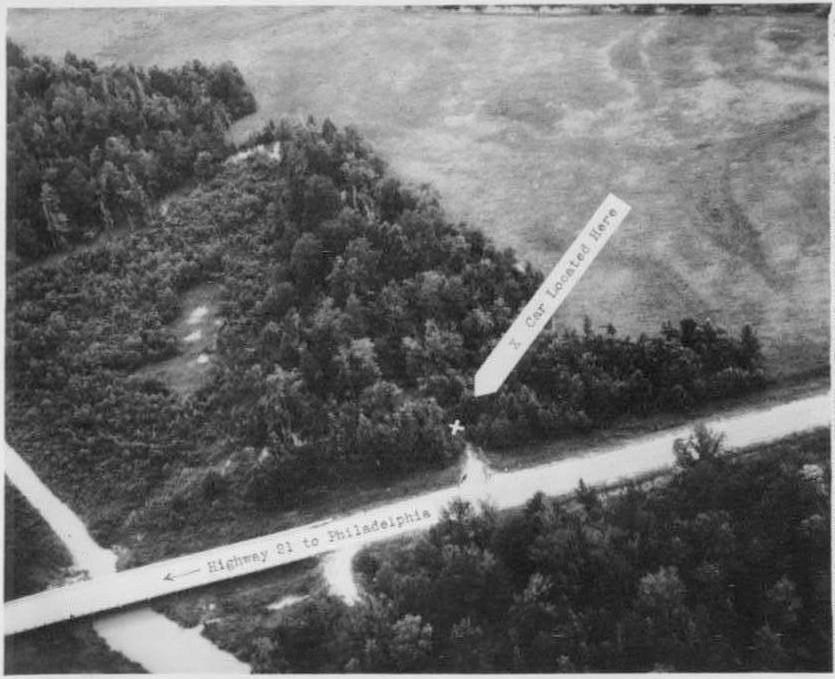
Il luogo dell'abbandono della Ford station wagon, vicino al fiume di Bogue Chitto, accanto alla Highway 21

Dopo che i tre ragazzi furono uccisi i loro corpi furono rapidamente caricati nella loro station wagon e trasportati alla diga della fattoria di Burrage, situata lungo la Highway 19, a pochi chilometri a sud-ovest di Philadelphia, dove Herman Tucker si trovava in attesa; Tucker era un operaio che utilizzava macchinari pesanti e molto probabilmente fu colui che coprì i corpi utilizzando il bulldozer che possedeva. Precedentemente Burrage, Posey e Tucker si erano incontrati presso il distributore di benzina di Posey o nel garage di Burrage per discutere i dettagli della sepoltura.

Dopo che i corpi furono sepolti Price disse al gruppo:
Infine a Tucker venne affidato il compito di portare e nascondere la station wagon in Alabama ma, per ragioni sconosciute, l'automobile venne abbandonata nei pressi di un fiume nel nord-est della contea di Neshoba, lungo la Highway 21.

## Le indagini e l'opinione pubblica

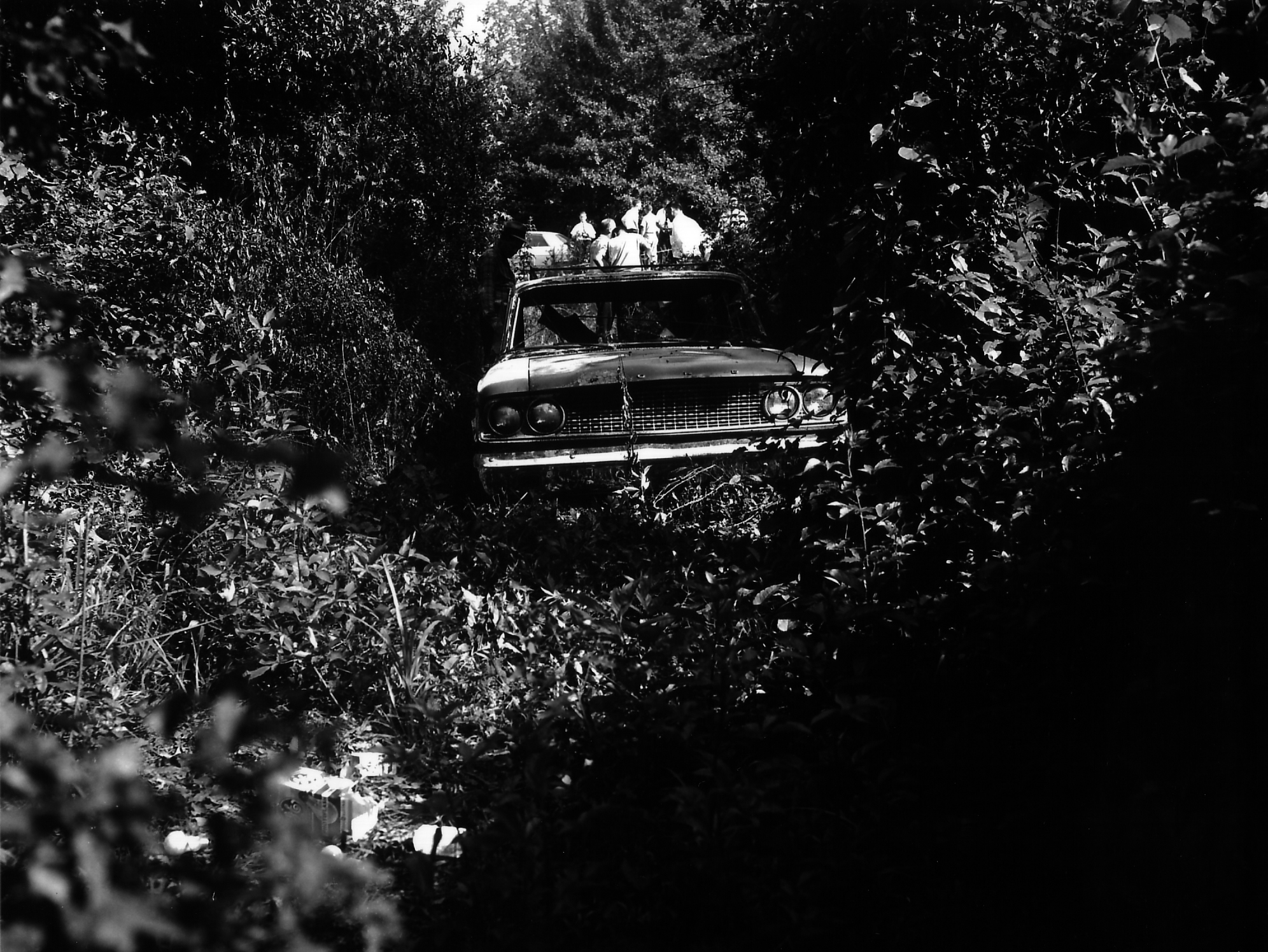
La Ford station wagon abbandonata nei pressi della Highway 21

Il direttore dell'FBI J. Edgar Hoover inizialmente ordinò all'ufficio FBI di Meridian, diretto da John Proctor, di aprire le indagini preliminari e, la sera stessa, il Procuratore generale Robert Kennedy decise di intensificare le ricerche, inviando 150 agenti federali da New Orleans. Due nativi americani trovarono l'automobile e l'agente dell'FBI Joseph Aloysius Sullivan giunse immediatamente sul luogo e il giorno dopo vennero inviati centinaia di soldati, provenienti dalla vicina base aeronavale di Meridian, per setacciare le paludi di Bogue Chitto. J. Edgar Hoover non vedeva di buon occhio i gruppi e le associazioni per i diritti civili e appare probabile che il Presidente Lyndon B. Johnson ricorse a indirette minacce di rappresaglia politica per imporgli di indagare.

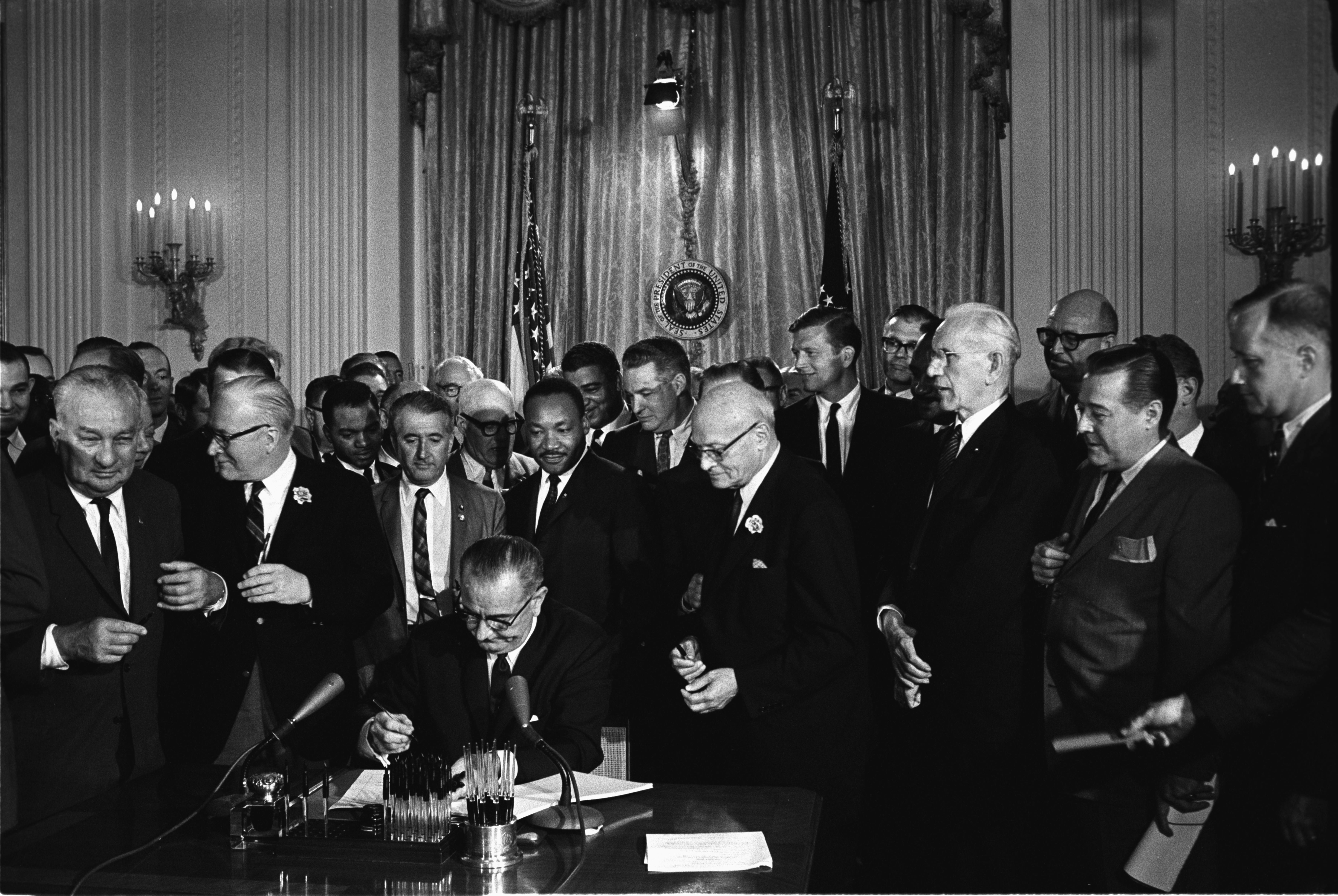
Il Presidente Lyndon B. Johnson firma il Civil Rights Act, alla presenza di Martin Luther King, il 2 luglio 1964

Durante la ricerca vennero scoperti dagli agenti e dai sommozzatori otto cadaveri di persone di colore del Mississippi scomparse: Henry Hezekiah Dee, Charles Eddie Moore, di 14 anni, Herbert Oarsby ed altri cinque non identificati, la cui scomparsa non aveva attirato attenzione al di fuori della comunità locale, mentre i corpi dei tre attivisti vennero rinvenuti solo dopo che una persona ("Mr. X") passò l'informazione alle autorità federali. Essi vennero scoperti sotto una diga di terra vasta 254 ettari sita nella fattoria di Olen Burrage: a Schwerner e Goodman era stato sparato un solo colpo al cuore mentre a Chaney, l'unico di colore, venne colpito tre volte, dopo essere stato picchiato. Le persone assassinate hanno le loro biografie pubblicate nei registri del The Civil Rights and Restorative Justice Project (CRRJ), un'organizzazione che svolge attività di ricerca e supporta iniziative politiche in materia di violazioni dei diritti civili ed errori giudiziari, compiuti negli Stati Uniti in quel periodo.
La scomparsa dei tre attivisti catturò l'attenzione dell'opinione pubblica nazionale: l'FBI offrì una ricompensa di 25.000 dollari a chi fornisse informazioni utili per risolvere il caso, tutte le principali reti nazionali riportarono la notizia entro la fine della prima settimana e Walter Cronkite, dal telegiornale della CBS del 25 giugno 1964, sostenne che le sparizioni erano "al centro della preoccupazione di tutto il paese". Il Presidente Johnson incontrò i genitori di Goodman e Schwerner nello studio ovale ed il clamore suscitato gli consentì di fare approvare il Civil Rights Act, che venne firmato il 2 luglio 1964, e il Voting Rights Act, che venne firmato il 6 agosto 1965.
I funzionari del Mississippi si risentirono per tutta l'attenzione proveniente dall'esterno e lo sceriffo della contea di Neshoba Lawrence A. Rainey, a proposito dei tre giovani, disse: "si stanno solo nascondendo e stanno cercando di provocare un sacco di cattiva pubblicità per questa parte dello Stato!" ed il Governatore del Mississippi Paul B. Johnson, Jr. non si dimostrò preoccupato, sostenendo che i tre "potrebbero essere a Cuba".

## Le incriminazioni e il processo

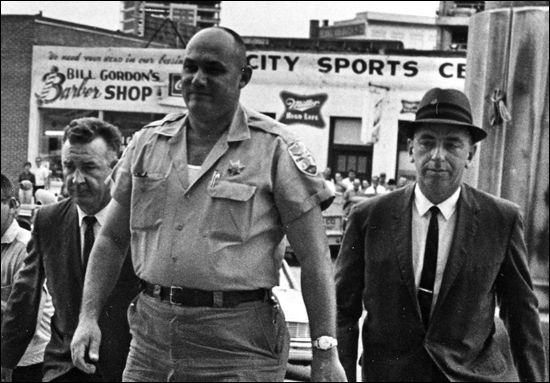
Lo sceriffo Lawrence A. Rainey, scortato da due agenti dell'FBI, si reca alla Corte federale di Meridian nell'ottobre del 1964

Alla fine di novembre del 1964 l'FBI accusò 21 persone di avere organizzato una cospirazione, atta a minacciare, ferire ed intimidire i tre attivisti, e, il 4 dicembre 1964, vennero arrestati B. Akin, E. Akin, Arledge, T. Barnette, Burkes, Burrage, Bowers, Harris, Herndon, Killen, Price, Rainey, Posey, Roberts, Sharpe, Snowden, Townsend, Tucker e Warner; altre due persone non individuate, H. Barnette e James Jordan, confessarono successivamente la loro partecipazione agli omicidi. Le autorità del Mississippi si rifiutarono di perseguirli per omicidio, un crimine di competenza dello Stato, ed il Governo Federale, nella persona del procuratore John Doar, mise sotto accusa 18 persone per cospirazione atta alla privazione di diritti civili, secondo gli articoli 242 e 371 del codice federale, incriminando lo sceriffo, il vice sceriffo ed altre 16 persone.
Il 20 ottobre 1967 vennero riconosciuti colpevoli il vice sceriffo Cecil Ray Price, il capo dei "cavalieri bianchi" Samuel Bowers, Alton Wayne Roberts, Jimmy Snowden, Billey Wayne Posey, Horace Barnett e Jimmy Arledge, con pene comprese tra i 3 e 10 anni. Dopo i ricorsi in appello i sette cominciarono a scontare le loro pene nel marzo del 1970 ma nessuno scontò più di 6 anni; lo sceriffo Lawrence A. Rainey venne assolto. Due degli imputati, E. G. Barnett, candidato alla carica di sceriffo e Edgar Ray Killen, un predicatore locale, vennero implicati negli omicidi da testimoni ma la giuria non riuscì a raggiungere l'accordo per processarli ed il procuratore federale decise di non perseguirli; il 7 maggio 2000 la giuria rivelò che nel caso di Killen non si raggiunse l'unanimità, unicamente poiché un giurato dichiarò di "non potere mai condannare un predicatore".

## Sviluppi
Nei quattro decenni successivi nessuna azione legale venne intrapresa per gli omicidi. Nel 1989, anno del 25º anniversario dell'evento, il Congresso degli Stati Uniti approvò una risoluzione non vincolante per onorare i tre attivisti: il Senatore Trent Lott ed il resto della delegazione del Mississippi rifiutarono di votare a favore.

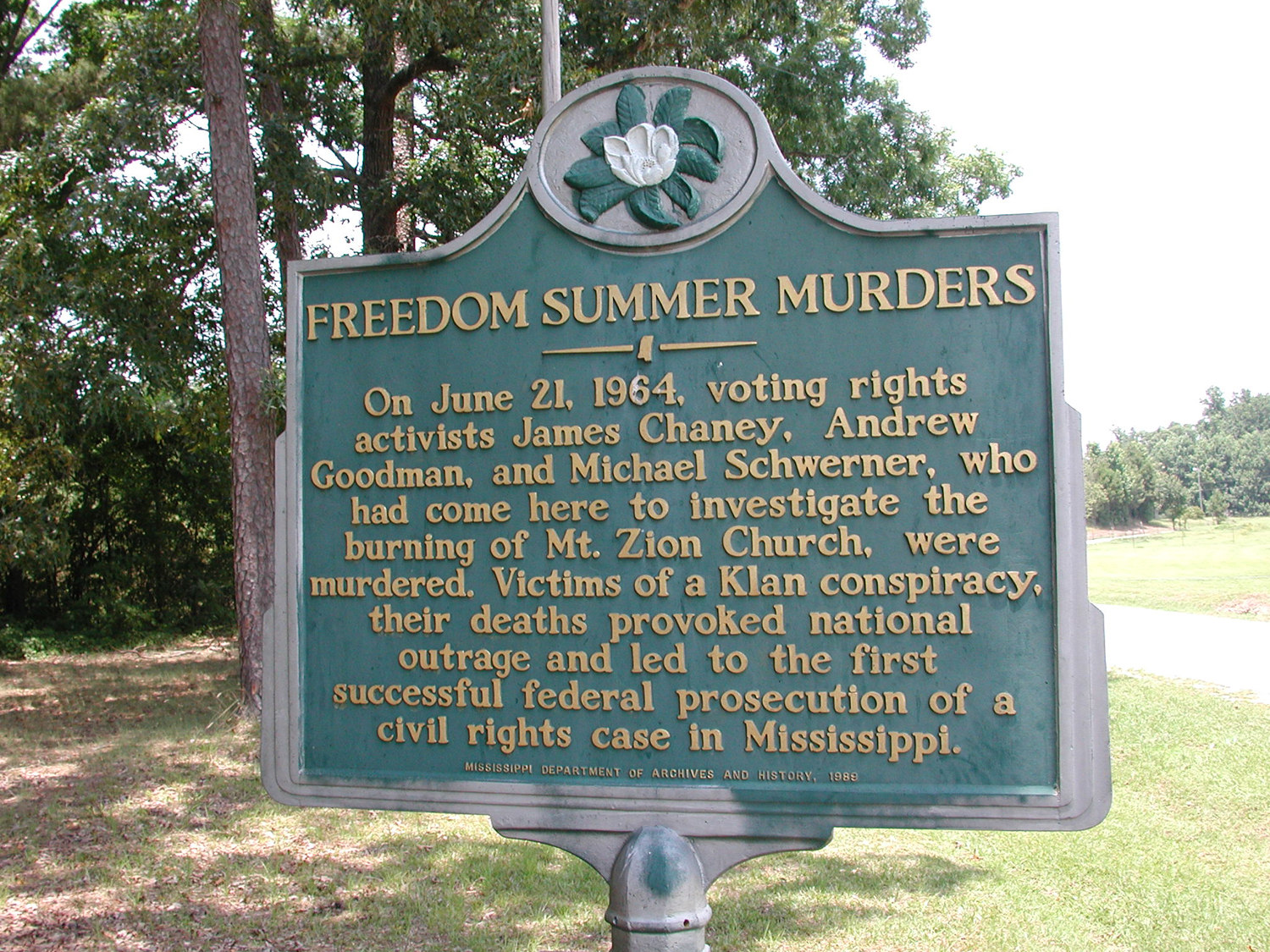
Targa commemorativa della morte dei tre attivisti

Il giornalista Jerry Mitchell, un reporter investigativo premiato con il Jackson Clarion-Ledger, scrisse sul caso per sei anni. Mitchell si era guadagnato fama di avere contribuito ad aiutare l'ottenimento di condanne in parecchi altri casi di omicidio, tra i quali quelli di Medgar Evers e Vernon Dahmer e dell'attentato alla chiesa di Birmingham. Nel caso degli attivisiti per i diritti civili, Mitchell contribuì alla scoperta di nuove prove, trovando nuovi testimoni e facendo pressione sullo Stato nel considerare l'azione di Barry Bradford, un insegnante di liceo alla Adlai E. Stevenson High School nel Lincolnshire, Illinois, e tre dei suoi studenti, Allison Nichols, Sarah Siegel e Brittany Saltiel. Bradford successivamente ottenne un riconoscimento per aver aiutato Mitchell a riabilitare il nome del martire per i diritti civili Clyde Kennard.
Insieme al questo team studenti-insegnante produsse un documentario per il National History Day: in esso erano contenute nuove prove ed elementi per riaprire il caso; Bradford ottenne anche un'intervista con Killen che convinse lo Stato ad investigare. Utilizzando prove ottenute da Bradford, Mitchell è stato in grado di determinare l'identità di "Mr. X", il misterioso informatore che aveva aiutato l'FBI a scoprire il luogo della sepoltura dei corpi e la cospirazione del Ku Klux Klan nel 1964. Le indagini di Mitchell ed il lavoro degli studenti del liceo fecero pressione sul Congresso, l'attenzione dei media nazionali e la conversazione registrata di Bradford con Killen aiutarono a promuovere una nuova azione. Nel 2004, nel 40º anniversario degli omicidi, un gruppo multietnico di cittadini di Philadelphia pubblicò un bando per ottenere giustizia; più di 1.500 persone, tra cui i leader per i diritti civili ed il governatore del Mississippi Haley Barbour, si unirono a loro per chiedere di riaprire il caso.
Il 6 gennaio 2005, un grand jury della contea di Neshoba incriminò Killen per tre casi di omicidio e quando il Procuratore generale del Mississippi lo perseguì fu la prima volta che lo Stato agì contro gli assassini; Rita Bender, vedova di Michael Schwerner, testimoniò al processo. Il 21 giugno 2005 la giuria condannò Killen per omicidio preterintenzionale, venendo descritto come colui che progettò e diresse l'uccisione dei tre attivisti. Killen, all'epoca ottantenne, venne condannato a tre pene di 20 anni di reclusione da scontare consecutivamente; la sua richiesta di appello, dove affermò che nessuna giuria di suoi coetanei lo avrebbe condannato sulle prove presentate, è stata respinta dalla Corte suprema del Mississippi nel 2007.

## Cultura di massa
- Mississippi Burning - Le radici dell'odio (Mississippi Burning), regia di Alan Parker (1988)
- Nel romanzo Sei pezzi da mille di James Ellroy, uno dei tre protagonisti si reca nella Contea di Neshoba all'epoca dei fatti per conto di J. Edgar Hoover.